# Королева циган
Королева циган (англ. The Gypsy Queen) — американська короткометражна кінокомедія Мака Сеннета 1913 року з Мейбл Норманд в головній ролі.

## У ролях
- Мейбл Норманд — королева циган
- Роско ’Товстун’ Арбакл — Фатті
- Нік Коглі